# Crucibulum concameratum
Crucibulum concameratum är en snäckart som beskrevs av Reeve 1859. Crucibulum concameratum ingår i släktet Crucibulum och familjen toffelsnäckor. Inga underarter finns listade i Catalogue of Life.